# Marco Bizot
Marco Bizot, född 10 mars 1991, är en nederländsk fotbollsmålvakt som spelar för Aston Villa. 

## Klubbkarriär
Den 11 maj 2017 värvades Bizot av AZ Alkmaar, där han skrev på ett fyraårskontrakt. I februari 2020 förlängde Bizot sitt kontrakt i AZ Alkmaar fram till sommaren 2022.
Den 4 augusti 2021 värvades Bizot av Brest, där han skrev på ett treårskontrakt. I augusti 2023 förlängde Bizot sitt kontrakt fram till 2026.
Den 15 juli 2025 värvades Bizot av Premier League-klubben Aston Villa, där han skrev på ett tvåårskontrakt.

## Landslagskarriär
Bizot debuterade för Nederländernas landslag den 11 november 2020 i en 1–1-match mot Spanien.